# Garmin
Garmin Ltd. (viết tắt Garmin, cách điệu GARMIN, tên cũ là ProNav) là một công ty công nghệ đa quốc gia Mỹ được thành lập năm 1989 bởi Gary Burrell và Min Kao ở Lenexa, Kansas, Hoa Kỳ, với trụ sở chính ở Olathe, Kansas. Kể từ năm 2010, công ty được thành lập tại Schaffhausen, Thụy Sĩ.
Công ty chuyên về công nghệ GPS cho ô tô, điện tử hàng không, hàng hải, các hoạt động ngoài trời và thể thao. Do sự phát triển của họ trong công nghệ thiết bị đeo tay, họ cũng đã cạnh tranh với các nhà phát triển trình theo dõi hoạt động và smartwatch như Fitbit và Apple.

## Lịch sử

### Thành lập và phát triển
Năm 1983, Gary Burrell tuyển dụng Min H.Kao từ nhà thầu quốc phòng Magnavox khi làm việc cho King Radio. Họ thành lập Garmin năm 1989 ở Lenexa, Kansas, với tên gọi là "ProNav". Sản phẩm đầu tiên của ProNav là một thiết bị GPS đã bán 2,500US$. Sau này công ty đổi tên thành "Garmin", một từ ghép của những người sáng lập hãng, Gary Burrell và Min H. Kao. Năm 1991, Lục quân Hoa Kỳ trở thành khách hàng đầu tiênn của hãng.
Đến năm 1995, doanh thu của Garmin đã đạt 105 triệu đô la và nó đã đạt được lợi nhuận là 23 triệu đô la. Đến năm 1999, doanh thu đã đạt 233 triệu đô la và lợi nhuận là 64 triệu đô la. Garmin báo cáo tổng doanh thu năm 2006 là 1,77 tỷ đô la, tăng 73% so với 1,03 tỷ đô la năm 2005.
Đến năm 2000, Garmin đã bán được ba triệu thiết bị GPS và đang sản xuất 50 mẫu khác nhau. Sản phẩm của nó đã được bán ở 100 quốc gia và được thực hiện bởi 2.500 nhà phân phối độc lập. Tính đến ngày 22 tháng 8 năm 2000, công ty đã có 35 bằng sáng chế về công nghệ GPS. Đến cuối tháng 6 năm 2000, công ty đã tuyển dụng 1.205 người: 541 người ở Hoa Kỳ, 635 người ở Đài Loan và 29 người ở Vương quốc Anh. Vào tháng 4 năm 2018, Garmin đã ra mắt Connect IQ 3.0 cùng với các ứng dụng mới — MySwim Pro, Yelp, Trailforks và iHeartRadio. Vào tháng 5 năm 2018, Garmin đã hợp tác với Trung tâm Y tế Đại học Kansas để giải quyết chứng ngừng thở lúc ngủ và rung tâm nhĩ.

### Niêm yết trên sàn chứng khoán
Công ty bắt đầu giao dịch công khai trên NASDAQ vào ngày 8 tháng 12 năm 2000. Vào thời điểm đó Burrell sở hữu 19.911.155 cổ phiếu. Kao sở hữu 20.352.803 cổ phiếu. Tổng cổ phần của họ chiếm 45% cổ phần của công ty. Anh trai của Kao, Ruey-Jeng Kao, một luật sư ở Đài Bắc, sở hữu 7.984.109 cổ phiếu khác, khi kết hợp với cổ phiếu của Burrell và Kao chiếm 54,22% số cổ phiếu đang lưu hành.

### Mua lại

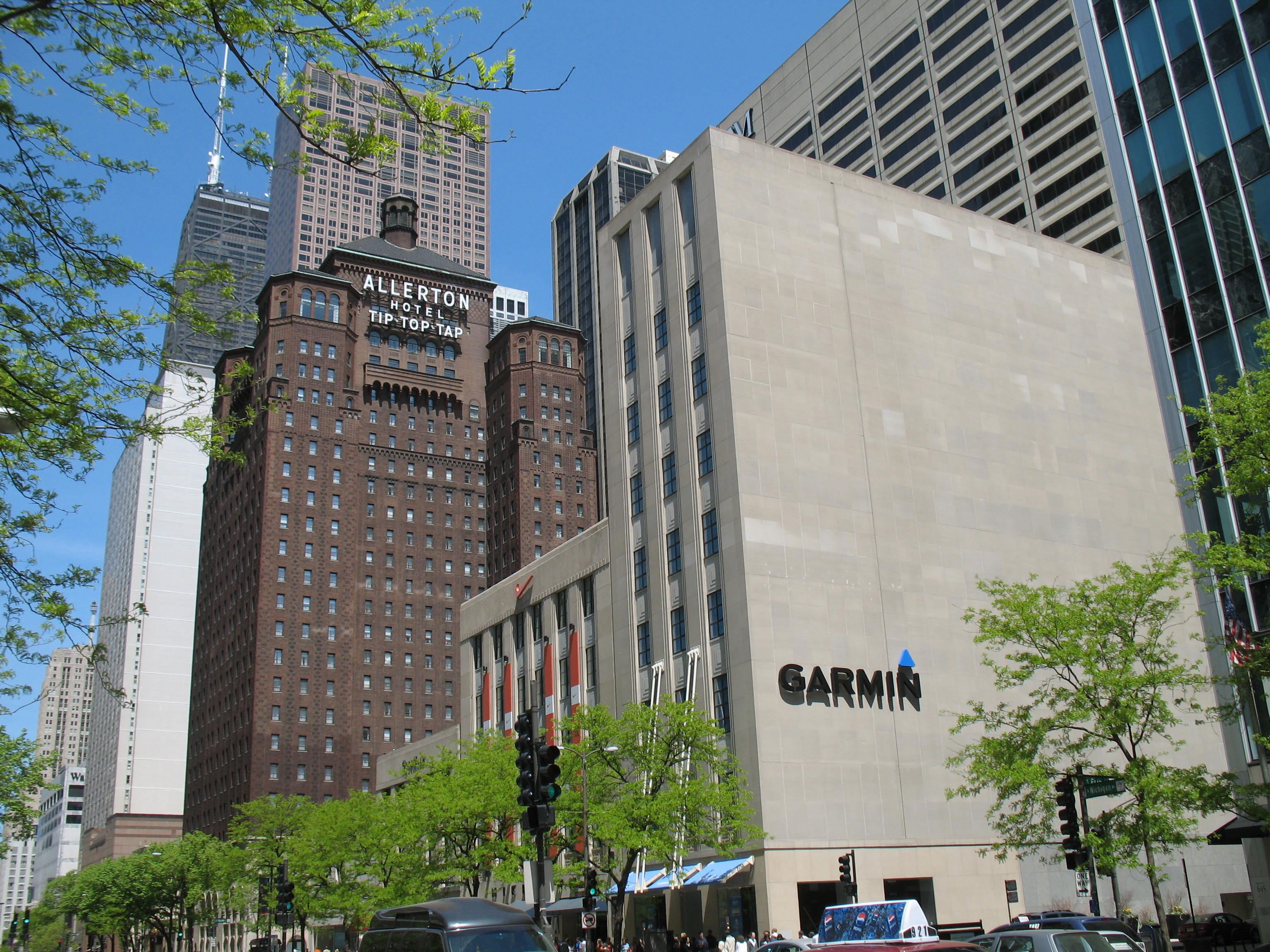
Từ năm 2006 đến năm 2015 Garmin điều hành một cửa hàng bán lẻ trên Đại lộ Michigan ở Chicago.

Vào tháng 8 năm 2003, Garmin hoàn tất việc mua lại UPS Aviation Technologies, Inc. có trụ sở tại Salem, Oregon, một công ty con của United Parcel Service, Inc., mở rộng dòng sản phẩm gồm các thiết bị GPS / NAV / COMM gắn bảng điều khiển và buồng lái tích hợp hệ thống cho máy bay tư nhân và thương mại. Công ty được mua lại đổi tên thành Garmin AT, Inc. và tiếp tục hoạt động như một công ty con thuộc sở hữu hoàn toàn của Garmin International, Inc.
Garmin đã mua lại Dynastream Innovations, EME Tec Sat SAS (EME), và Digital Cyclone. Dynastream, ở Cochrane, Alberta, sản xuất công nghệ theo dõi cá nhân (ANT +) - chẳng hạn như giá để chân và máy theo dõi nhịp tim cho các sản phẩm thể thao và thể dục - và cả các thiết bị kết nối không dây siêu tiết kiệm và chi phí thấp cho nhiều ứng dụng (CON KIẾN). EME Tec Sat SAS là nhà phân phối các sản phẩm tiêu dùng của Garmin tại Pháp; sau khi mua lại, EME đổi tên thành Garmin France SAS. Digital Cyclone Inc (DCI), đặt tại Chanhassen, Minnesota, cung cấp các giải pháp thời tiết di động cho người tiêu dùng, phi công và những người đam mê hoạt động ngoài trời. Garmin cũng mua Nautamatic Marine Systems, một công ty có trụ sở tại Oregon chuyên sản xuất hệ thống lái tự động cho tàu thuyền. Vào tháng 7 năm 2011, Garmin đã hoàn tất việc mua lại công ty định vị vệ tinh Navigon của Đức.